# Stephanie Kwolek
Stephanie Louise Kwolek (Pittsburgh, Pennsylvania, 31. srpnja 1923. – Talleyville, Delaware, 18. lipnja 2014.) bila je američka kemičarka i izumiteljica kevlara.
Kći poljskih imigranata, rođena je u New Kensingtonu u Pennsylvaniji. Njezin otac, prirodoslovac, usadio joj je ljubav prema znanosti prije nego što je umro kada je imala deset godina. Diplomirala je kemiju 1946. godine i isprva je željela postati liječnica.
Godine 1946. pridružila se DuPontu na privremenom poslu, ali je istraživanje smatrala toliko uzbudljivim da je odustala od medicine. Godine 1950. preselila se u Wilmington u Delawareu.
Godine 1964. DuPont je tražio lagana i jaka vlakna za dobivanje učinkovitijih guma u iščekivanju nestašice benzina. Kwolek je razvila novi proces polimerizacije na niskim temperaturama (0 - 40°C umjesto 200 °C). Njeno neobično rješenje - prozirno i opalescentno - uglavnom je odbačeno, ali je nagovorila tehničara da ga testira. Rezultat: vlakno pet puta jače od čelika jednake mase. Moderni kevlar stigao je na tržište 1971. godine.
Nakon umirovljenja 1986. godine, vodila je kampanju za poticanje mladih žena na znanstvene karijere, održavajući brojna predavanja u školama.
Velika priznanja
- 1995.: Nacionalna kuća slavnih izumitelja (4. žena)
- 1996.: Nacionalna medalja za tehnologiju
- 1997.: Perkinova medalja[2]
- 28 patenata podneseno tijekom njezine karijere

Umrla je 18. lipnja 2014. u dobi od 90 godina, nekoliko dana prije svog 91. rođendana.